# Thomas Kinkaid
Thomas Cassin Kinkaid (ur. 3 kwietnia 1888 w Hanover, zm. 17 listopada 1972 w Bethesda) – amerykański wojskowy, admirał United States Navy, dowódca zespołów uderzeniowych floty podczas wojny na Pacyfiku, następnie dowódca VII Floty w czasie bitwy o Leyte i kampanii filipińskiej.

## Życiorys
Thomas C. Kinkaid był drugim dzieckiem i jedynym synem kontradmirała Thomasa W. Kinkaida. Akademię Marynarki Wojennej ukończył w 1908 roku. Jego pierwszym przydziałem był pancernik „Nebraska”, na którym odbył wokółziemski rejs w składzie Wielkiej Białej Floty. Podczas I wojny światowej służył jako oficer artyleryjski na pancernikach „Pennsylvania” i „Arizona”. Na początku lat 20. był szefem sztabu komendanta oddziału wydzielonego US Navy na wodach tureckich, kontradmirała Marka L. Bristola. Po powrocie do Stanów Zjednoczonych, w 1924 roku objął swoje pierwsze dowództwo, na niszczycielu „Isherwood”. W 1930 roku ukończył Naval War College i został mianowany sekretarzem Rady Głównej Marynarki (General Board). W 1932 roku uczestniczył w konferencji rozbrojeniowej w Genewie.
W latach 1937–1938 był dowódcą ciężkiego krążownika „Indianapolis”, w latach 1938–1941 pełnił funkcję attaché morskiego w Rzymie i Belgradzie. Badał zniszczenia spowodowane przez brytyjski atak na Tarent w listopadzie 1940 roku. Po powrocie do Stanów Zjednoczonych dowodził 8 Dywizjonem Niszczycieli na Atlantyku, by wkrótce, po promocji na stopień kontradmirała (Rear Admiral) zostać mianowanym dowódcą 6 Dywizjonu Krążowników Floty Pacyfiku. Objął swoje stanowisko już po ataku na Pearl Harbor, który kosztował stanowisko jego szwagra (męża Dorothy Kinkaid), admirała Husbanda E. Kimmela. Jako dowódca dywizjonu, z krążownikiem „Minneapolis” jako okrętem flagowym, wziął udział w bitwie na Morzu Koralowym oraz bitwie pod Midway.
Po tej ostatniej został mianowany dowódcą Task Force 16, utworzonego wokół lotniskowca „Enterprise”. Na jego czele wziął udział w kampanii na Guadalcanalu, uczestnicząc w bitwach koło wschodnich Wysp Salomona oraz koło wysp Santa Cruz. Był ostatnim „nielotnikiem” prowadzącym w boju zespół lotniskowców US Navy. Po śmierci admirała Callaghana w pierwszej bitwie koło Guadalcanalu 13 listopada 1942 roku Thomas C. Kinkaid przejął dowodzenie siłami krążowników operujących w rejonie. Na początku 1943 roku objął dowództwo North Pacific Force, zastępując kontradmirała Roberta A. Theobalda, któremu zarzucano nieumiejętność współpracy z armią lądową. Admirał Kinkaid nawiązał ową współpracę, realizując powierzone mu zadanie odzyskania Aleutów. W czerwcu 1943 roku awansował do stopnia wiceadmirała (Vice Admiral), w listopadzie objął dowodzenie VII Flotą na południowo-zachodnim Pacyfiku, zastępując jej pierwszego dowódcę, admirała Arthura S. Carpendera.
Jako dowódca VII Floty współdziałał z generałem MacArthurem w kampanii na Wyspach Admiralicji, następnie na zachodzie Nowej Gwinei oraz na Leyte. Podczas poczwórnej bitwy (23–25 października 1944 roku) dowodził całością sił wsparcia, nakazując kontradmirałowi Jessemu B. Oldendorfowi ścisłą blokadę Cieśniny Surigao, wejścia do zatoki Leyte. Awansowany w kwietniu 1945 roku do stopnia pełnego admirała (Admiral), wspierał operacje amfibijne MacArthura na Filipinach a pod koniec wojny lądowanie wojsk amerykańskich w Chinach i Korei. Był jednym z nielicznych oficerów US Navy, którzy umieli bezkonfliktowo współpracować z MacArthurem oraz jednym z niewielu, którzy dowodzili podczas działań na Pacyfiku zespołami okrętów artyleryjskich, lotniskowców oraz siłami wsparcia desantu. Po zakończeniu wojny dowodził Eastern Sea Frontier oraz Rezerwową Flotą Atlantycką. Przeszedł na emeryturę w 1950 roku, zmarł 22 lata później. Został pochowany na Narodowym Cmentarzu w Arlington.
Był odznaczony między innymi: Legion of Merit, trzykrotnie Navy Distinguished Service Medal, brytyjskim Orderem Łaźni, holenderskim Orderem Oranje-Nassau, belgijskimi Orderem Leopolda oraz Krzyżem Wojennym i chińskim Orderem Drogocennego Trójnogu. Od jego nazwiska pochodzi nazwa niszczyciela „Kinkaid” (DD-965), typu Spruance.